# Garlock (Kalifornien)
Garlock (früher Eugeneville) ist eine Gemeinde ohne eigene Rechtspersönlichkeit im Kern County, Kalifornien, USA, und liegt rund 10 km ostsüdöstlich von Saltdale, auf einer Höhe von 661 m über dem Meer.
In Garlock gab es von 1896 bis 1904 und von 1923 bis 1926 ein Postamt.
Garlock ist heute eine Geisterstadt, die früher unter den Namen El Paso City oder Cow Wells bekannt war. Die kleine Stadt versorgte Viehzüchter und Händler mit Wasser, die die potenziell tückischen Auswaschungen im Red Rock Canyon vermeiden wollten. In den Canyons der El Paso Mountains war Gold gefunden worden, und zwar so viel, dass 1887 eine einfache Mühle gebaut wurde. 1893 wurde in Goler Heights ein Nugget im Wert von 1900 Dollar gefunden, und damit begann der Ansturm. Im Jahr 1894 stellte Eugene Garlock aus Tehachapi eine Pockwerk mit acht Stempeln auf, um das Gold aus der Yellow Aster Mine zu verarbeiten. Die Bergleute sprachen von „der Garlock-Mühle“ und schließlich nur noch von „Garlock“.
Drei Meilen weiter südwestlich befand sich der Standort von Old Garlock.
Die Garlock-Verwerfung ist nach dem Ort benannt.
Durch das Ortsgebiet führt die von der Southern Pacific Company errichtete Jawbone Branch, eine von Mojave ursprünglich bis Owenyo führende Bahnstrecke. Sie wird seit 1996 von der Union Pacific Railroad als Lone Pine Subdivision bis zur Verknüpfung mit der Trona Railway in Searles im Güterverkehr betrieben.